# Prelatura territorial de Batanes
La prelatura territorial de Batanes (en latín: Praelatura Territorialis Batanensis, en inglés: Roman Catholic Territorial Prelature of Batanes y en tagalo: Prelatura Teritoryal ng Batanes) es una circunscripción eclesiástica de la Iglesia católica en Filipinas. Se trata de una prelatura territorial latina, sufragánea de la arquidiócesis de Tuguegarao. Desde el 20 de mayo de 2017 su prelado es Danilo Bangayan Ulep.

## Territorio y organización

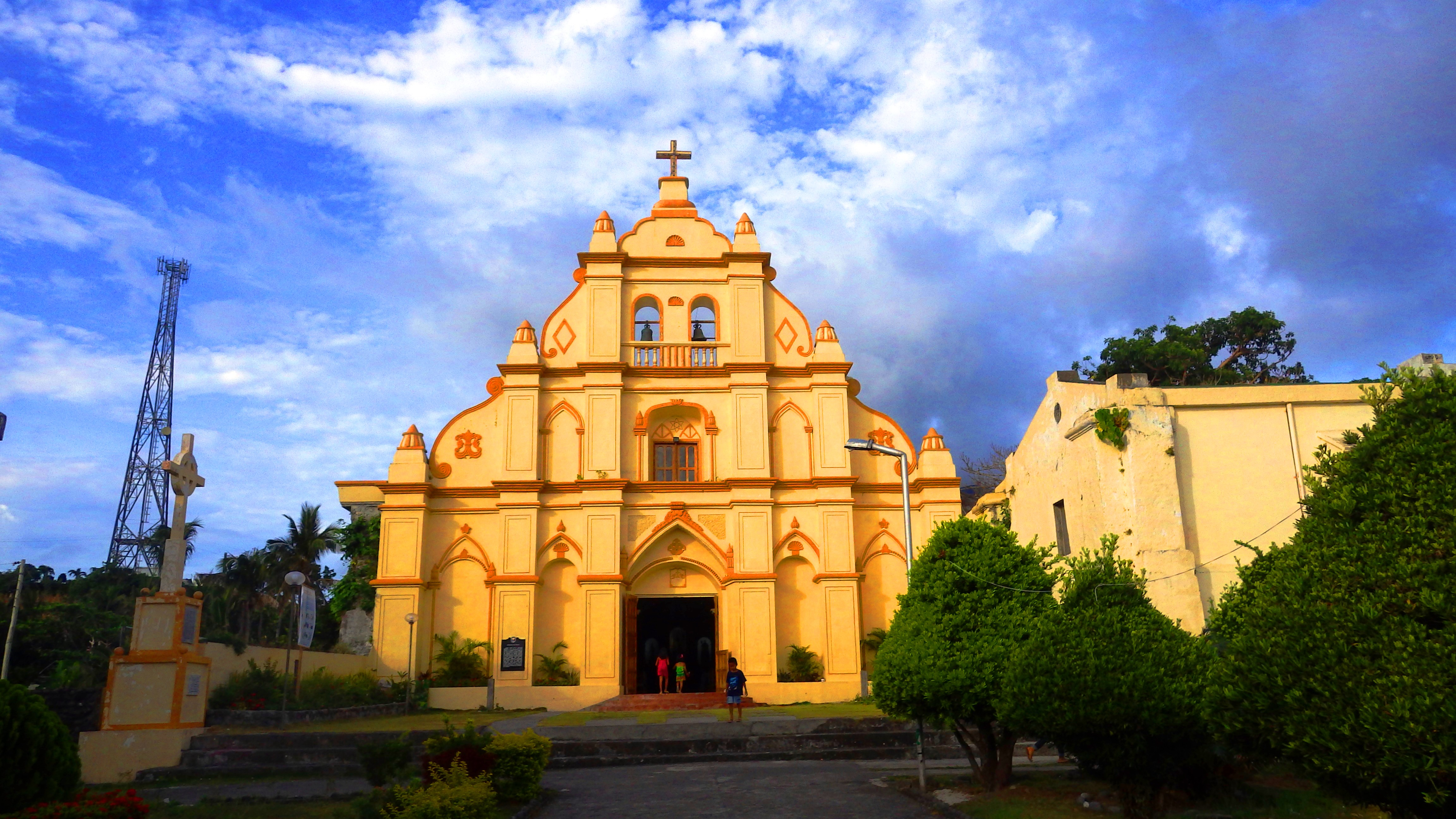
La Catedral de Santo Domingo, en Batanes.

La prelatura territorial tiene 784 km² y extiende su jurisdicción sobre los fieles católicos de rito latino residentes en la provincia de Batanes de la región de Valle del Cagayán.
La sede de la prelatura territorial se encuentra en la ciudad de Basco, en donde se halla la Catedral de Santo Domingo, también conocida como de la Inmaculada Concepción.
En 2021 en la prelatura territorial existían 6 parroquias.

## Historia
La prelatura territorial de Batanes y las Islas Babuyan (Batanensis et Babuyanensis) fue erigida el 30 de noviembre de 1950 con la bula Ad faciliorem del papa Pío XII, obteniendo el territorio de la diócesis de Tuguegarao (hoy arquidiócesis).
Originalmente sufragánea de la arquidiócesis de Manila, pasó a formar parte de la provincia eclesiástica de la arquidiócesis de Nueva Segovia el 29 de junio de 1951, y el 21 de septiembre de 1974 pasó a ser sufragánea de la arquidiócesis de Tuguegarao.
El 6 de febrero de 2002, en virtud del decreto Quo aptius de la Congregación para los Obispos, cedió las islas Babuyán a la arquidiócesis de Tuguegarao, asumió su nombre actual y volvió a ser sufragánea de la arquidiócesis de Nueva Segovia. En 2018 pasó nuevamente a la provincia eclesiástica de Tuguegarao.

## Estadísticas
Según el Anuario Pontificio 2022 la prelatura territorial tenía a fines de 2021 un total de 17 667 fieles bautizados.
| Año                                                                             | Población            | Población | Población      | Sacerdotes | Sacerdotes    | Sacerdotes    | Bautizados por sacerdote | Diáconos permanentes | Religiosos | Religiosos | Parroquias |
| Año                                                                             | Bautizados católicos | Total     | % de católicos | Total      | Clero secular | Clero regular | Bautizados por sacerdote | Diáconos permanentes | Varones    | Mujeres    | Parroquias |
| ------------------------------------------------------------------------------- | -------------------- | --------- | -------------- | ---------- | ------------- | ------------- | ------------------------ | -------------------- | ---------- | ---------- | ---------- |
| 1969                                                                            | 16 888               | 17 365    | 97.3           | 10         |               | 10            | 1688                     |                      | 10         | 4          | 6          |
| 1980                                                                            | 18 000               | 18 800    | 95.7           | 9          |               | 9             | 2000                     |                      | 9          | 1          | 7          |
| 1990                                                                            | 23 600               | 24 400    | 96.7           | 7          |               | 7             | 3371                     |                      | 7          | 4          | 7          |
| 1999                                                                            | 25 700               | 28 000    | 91.8           | 10         | 6             | 4             | 2570                     |                      | 4          | 5          | 8          |
| 2000                                                                            | 17 213               | 19 005    | 90.6           | 7          | 5             | 2             | 2459                     |                      | 2          | 6          | 10         |
| 2001                                                                            | 24 800               | 26 465    | 93.7           | 11         | 3             | 8             | 2254                     |                      | 8          | 6          | 8          |
| 2002                                                                            | 14 384               | 31 474    | 45.7           | 8          | 4             | 4             | 1798                     |                      | 4          | 6          | 6          |
| 2003                                                                            | 16 217               | 16 396    | 98.9           | 7          | 4             | 3             | 2316                     |                      | 3          | 5          | 6          |
| 2004                                                                            | 15 505               | 16 476    | 94.1           | 7          | 4             | 3             | 2215                     |                      | 3          | 6          | 6          |
| 2013                                                                            | 16 461               | 17 327    | 95.0           | 13         | 12            | 1             | 1266                     |                      | 1          | 4          | 6          |
| 2016                                                                            | 15 496               | 17 246    | 89.9           | 11         | 11            |               | 1408                     |                      |            | 5          | 7          |
| 2019                                                                            | 17 510               | 17 880    | 97.9           | 23         | 23            |               | 761                      |                      |            | 3          | 6          |
| 2021                                                                            | 17 667               | 18 996    | 93.0           | 27         | 27            |               | 654                      |                      |            | 3          | 6          |
| Fuente: Catholic-Hierarchy, que a su vez toma los datos del Anuario Pontificio. |                      |           |                |            |               |               |                          |                      |            |            |            |

## Episcopologio
- Peregrin de la Fuente Néstar, O.P. † (2 de julio de 1951-14 de mayo de 1966 falleció)
- Mario de Leon Baltazar, O.P. † (18 de noviembre de 1966-1995 renunció)
- Jose Paala Salazar, O.P. † (25 de abril de 1996-23 de noviembre de 2002 renunció)
- Camilo Diaz Gregorio † (13 de septiembre de 2003-20 de mayo de 2017 retirado)
- Danilo Bangayan Ulep, desde el 20 de mayo de 2017